# Aggsbach (Donau)
Der Aggsbach ist ein rechter Nebenfluss der Donau im Bundesland Niederösterreich, Österreich.

## Name
Der Fluss wird in den Jahren 1072–1091 als Achispach erstmals schriftlich genannt. Das Dorf Aggsbach tritt in den Quellen schon 830 als Accussabah in Erscheinung. Als Bestimmungswort kann hier ahd. ackus für 'Axt' angesetzt werden. Alternativ wäre ein vorgermanisch und möglicherweise keltischer Name *Akwisia denkbar.

## Verlauf
Der Aggsbach wird im Quellbereich auch Kirchgraben genannt und entspringt nordwestlich der Silbernen Birn (569 m). Von dort fließt er kurz nach Norden, wendet sich nach der Aufnahme des Viehausenbachs bei Hessendorf nach Westen und dann nach Südwesten. Er mündet bei Aggsbach-Dorf in die Donau.
Der Bach entwässert einen Teil des westlichen Dunkelsteinerwaldes. Sein Quellgebiet gehört zu den Gemeinden Bergern im Dunkelsteinerwald und Dunkelsteinerwald, die Mündung liegt in der Gemeinde Schönbühel-Aggsbach.

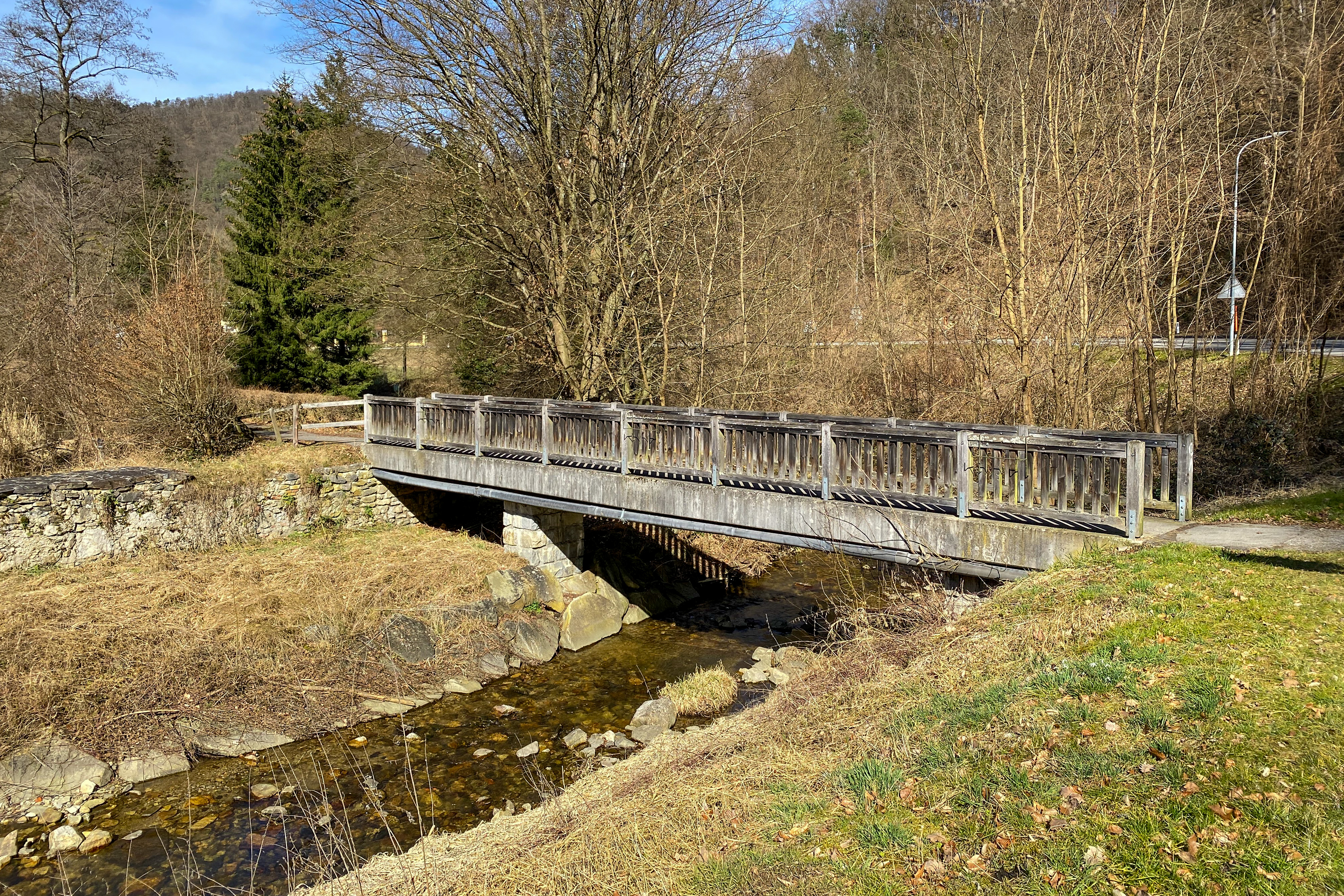
Wolfsteinbach. Ein Nebenbach des Aggsbachs

## Nebenbäche
Der Aggsbach hat ein Einzugsgebiet von 57,5 Quadratkilometern. Die größten Zuflüsse sind:
| Name                        | Mündungsseite | Mündungsort   | Einzugsgebiet in km² |
| --------------------------- | ------------- | ------------- | -------------------- |
| Kirchgraben                 | Quellbach     |               | 02,6                 |
| Viehausenbach               | rechts        | Hessendorf    | 03,4                 |
| Oberer Gansbach             | links         | Gansbach      | 02,8                 |
| Langegger Graben            | rechts        |               | 01,7                 |
| Unterer Gansbach            | links         |               | 02,6                 |
| Langegger Bach (Leingraben) | rechts        | Eiserne Hand  | 03,8                 |
| Mitterbach                  | links         | Aggsbach Dorf | 04,6                 |
| Wolfsteinbach               | links         | Aggsbach Dorf | 26,0                 |

## Wandern
- Die Dunkelsteinerwald-Runde führt sowohl durch das Quell- als auch das Mündungsgebiet des Aggsbachs.[4]
- Die 5. Etappe des Weitwanderwegs 05 überquert den Aggsbach im Bereich von Aggsbach-Dorf.[5]